# أغوستينا أندرادي
أغوستينا أندرادي (بالإسبانية: Agustina Andrade)‏ هي كاتِبة وشاعرة أرجنتينية، ولدت في 9 أغسطس 1858، وتوفيت في 10 فبراير 1891 في تيمبيرلي في الأرجنتين بسبب إصابة بعيار ناري.

## وصلات خارجية
- أغوستينا أندرادي على موقع IMDb (الإنجليزية)